# Haplohymenium submicrophyllum
Haplohymenium submicrophyllum là một loài Rêu trong họ Thuidiaceae. Loài này được (Cardot) Broth. mô tả khoa học đầu tiên năm 1907.